# کویوکوی (مرزیفون)
کویوکوی (به ترکی استانبولی: Kuyuköy) یک منطقهٔ مسکونی در ترکیه است که در مرزیفون واقع شده‌است.